# Salix thorelii
Salix thorelii är en videväxtart som beskrevs av Dode. Salix thorelii ingår i släktet viden, och familjen videväxter. Inga underarter finns listade i Catalogue of Life.